# 夏が来た! (渡辺美里の曲)
「夏が来た!」（なつがきた）は、渡辺美里の楽曲で、1991年6月21日にEpic/Sony Records (現・エピックレコードジャパン)より発売された20枚目のシングル。

## 背景
7枚目のアルバム『Lucky』からの先行シングル。
表題曲「夏が来た!」は、渡辺本人が出演した明治生命（現・明治安田生命保険）創業110周年のTV-CMソングとして使用された。この曲は、渡辺が作曲者である大江千里と共に観たボン・ジョヴィのコンサートに影響を受けて出来たものだという。渡辺の「ボン・ジョヴィみたいな曲書いてよ」という要望に対して大江は「うん、わかった」と快諾。出来上がった曲を聴いて渡辺は当初、ボン・ジョヴィっぽいのはエンディングのコーラス部分だけだと思ったというが、メロディーではなく曲のエンディングでシンガロング出来ることが大江の中で強く印象に残ったためにこういう仕上がりになったのだろうと理解を示している。
この曲はやがて、渡辺にとって重要な活動の一つである ″西武球場ライブ″ を象徴する1曲となって行く。

## 収録曲
- 全作詞：渡辺美里

1. 夏が来た! (4:36)
作曲：大江千里 / 編曲：大村雅朗
2. 恋する人魚 (4:36)
作曲・編曲：佐橋佳幸

## 収録アルバム
- 『Lucky』 ※夏が来た! (#1)　※恋する人魚 (#6)
- 『She loves you』 ※夏が来た! (#7)
- 『Sweet 15th Diamond』 ※夏が来た! (Disc.2 #7)
- 『M・Renaissance〜エム・ルネサンス〜』※夏が来た! (Disc.2 #1)
- 『25th Anniversary Misato Watanabe Complete Single Collection〜Song is Beautiful〜』※夏が来た! (Disc.2 #6)
- 『美里うたGolden BEST』※夏が来た! (Disc.1 #7)
- 『harvest』※夏が来た! (Disc.1 #2)

## 参考資料
- 渡辺美里『ココロ銀河〜革命の星座〜』朝日新聞出版、2020年4月。ISBN 978-4-02-251679-4。